# С25 (Берлин)
С25 је линија берлинског С-воза.
- Нордбаноф (Nordbahnhof)
- Хумболтхајн (Humboldthain)
- Гезундбрунен (Gesundbrunnen) (У8) (С25) (С4x)
- Борнолмер Штрасе (Bornholmer Straße) (С2) (С8)
- Воланкштрасе (Wollankstraße)
- Шенхолц (Schönholz) (С1)
- Алт-Рајникендорф (Alt-Reinickendorf)
- Карл-Боноефер-Нерфенклиник (Karl-Bonhoeffer-Nervenklinik) (У8)
- Ајхборндам (Eichborndamm)
- Тегел (Tegel) (У6)
- Шулцендорф (Schulzendorf)
- Хајлигензе (Heiligensee)
- Хенигздорф (Hennigsdorf)